# 무쓰국
무쓰국(일본어: 陸奥国 무쓰노쿠니[*], 문화어: 무쯔국)는 일본의 옛 구니이다. 중국풍으로 줄여서 오슈(奥州)로도 불린다. 《엔기시키》에는 대국(大國)·원국(遠國)으로 격이 분류되었다. 야마토 조정이 위치해 있던 기나이(畿內)에서 보아 산도(山道, 훗날의 도산도)와 해도(海道, 후의 도카이도)의 안쪽에 위치해 있으며, 조정이 새롭게 복종시킨 지역을 토고쿠에 포함시켰기에 시기에 따라 범위가 변천했다. 대체로 혼슈 북동부에 해당하는 오늘의 후쿠시마현, 미야기현, 이와테현, 아오모리현과 아키타현 북동쪽 카즈노시와 오사카쵸에 해당하지만, 보신전쟁에 패전한 무츠·에치고 등 여러 쿠니의 동맹제번에 대한 처분 때인 메이지 원년 12월 7일(서기 1869년 1월 19일)에 데와노쿠니와 함께 분할되어 아오모리 현과 이와테 현 니노헤군에 걸친 지역으로 줄어들었다.

## 역사

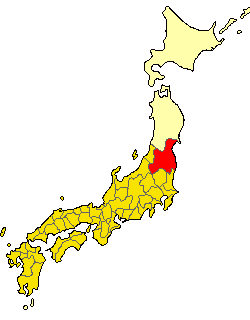
7세기부터 712년까지의 무쓰 국

### 설치 당시
처음에는 이름을 미치노오쿠(道奧)라 했다. 《히타치 국 풍토기(常陸國風土記)》에는 고토쿠 천황(孝德天皇) 재위 말년인 654년에 아시가라(足柄) 고개의 동쪽에 히타치국(常陸國)를 비롯한 여덟 개의 쿠니를 두었다는 기술이 있는데, 이중에 미치노오쿠가 포함되었던 것으로 보인다. 지금의 일본 도호쿠 지방에서 차츰 일본으로 편입된 구역, 즉 미야기 현 남부까지의 넓은 영역을 잠정적으로 포괄한 변경의 대국이었던 히타치에서 분할되는 형태로 성립된 이래로 헤이안 시대까지 미치노쿠(陸奧)로 불렸다. 7세기의 처음 설치했을 당시의 범위는 대체로 지금의 일본 미야기 현 중남부, 야마가타 현의 내륙부 및 후쿠시마 현 거의 대부분 지역에 해당하며, 태평양 쪽뿐 아니라 오우(奧羽) 산맥 서쪽 즉 동해와 마주한 지금의 야마가타 현 내륙 분지군이나 후쿠시마 현 아이즈(會津) 지방을 포함하고 있었다. 6세기까지 무쓰의 구니노미야쓰코는 모두 10개였으며, 고토쿠 천황 치세 후반에 제2차로 사자가 파견되고, 구니노미야쓰코 제도가 고오리(評) 제도로 바뀌면서 미치노오쿠 국(道奧國)이 설치되었다.

### 율령제 하의 무쓰 국
와도(和銅) 5년(712년)에, 모가미(最上) 강 유역의 모가미 군(모가미 지방 및 무라야마 지방)과 오키타마 군(置賜郡, 오키타마 지방)이 에치고국(越後國)에서 떨어져나와 새로 성립한 데와 국에 속하게 되면서, 무쓰 국은 미야기 현과 후쿠시마 현 지역에 한정되었다. 요로(養老) 2년(718년)에는 무쓰 · 이와키(石城) · 이와세(石背)의 3개 쿠니로 분할되었다. 이때 무쓰 국의 범위는 아부쿠마강(阿武隈川) 하류의 북안에서 미야기 현 중부까지의 좁은 범위였다. 아부쿠마강 하류의 남안 이남의 니마토오리(浜通り, 후쿠시마 현 동부)는 이와키노쿠니, 아부쿠마강 유역의 분지군과 나카도리(中通り) 및 아이즈는 이와세 국에서 관할했다. 이와키 국은 분립할 무렵에 히타치 국에서 기쿠다 군(菊多郡)을 떼어 합병시켰다. 그러나 진키(神龜) 원년(720년)에서 4년(724년) 사이의 언젠가의 시점에서, 세 구니는 다시 합쳐져 원래의 무쓰 국이 되었지만, 기쿠다 군은 그대로 무쓰가 관리했다.
일본 동북쪽 변경의 이민족인 에미시(蝦夷)와 경계를 접하고 있던 무쓰에는 무쓰·데와 양국을 통괄하는 무츠아제치(陸奥按察使)가 파견되었다. 무쓰 국의 고쿠후에는 진슈후(鎭守府)가 설치되었고, 다른 쿠니에서 보내온 진병의 통괄을 맡았으며 진슈후의 장군인 진슈쇼군(鎭守將軍, 나중에 진슈후쇼군으로 바뀌었다)이 양국을 군사적으로 통괄했다. 다이도(大同) 3년(808년) 이전에는 무쓰 · 데와의 아제치나 진슈쇼군도 모두 무쓰노카미가 겸임하는 것이 많았다. 엔랴쿠(延曆) 21년(802년)에 간무 천황(桓武天皇)의 명령으로 이루어진 대규모의 에미시 정벌로 국경을 개척해 이사와(胆澤) 성을 쌓고 진슈후를 그곳으로 옮긴 뒤, 진슈쇼군 이하의 군직들은 무쓰노카미나 그 휘하의 관인이 아니라 이사와 성의 책임자들 사이에서 충당했다. 고쿠후인 타가 성은 이사와 성에 있는 진슈후를 후방에서 지원하는 역할을 맡았다. 이후 여러 차례에 걸친 에미시와의 전쟁을 통해 확대된 곳마다 성과 목책을 설치하면서 차츰 영역을 넓혀갔다.
헤이안 중기에 편찬된 《와메이뤼쥬쇼(和名類聚抄)》에 따르면 당시 무쓰 국 경내의 논의 면적은 5만 1440정 3반 99보였다고 한다. 《엔기시키》에 기록된 당시 무쓰 국에서 바치는 조세 수입은 158만 2715속. 조정에 바치는 주요 공납품으로는 다시마를 비롯한 해산물과 감초 · 진교 · 대황 · 석곡 · 인삼 · 부자 · 저지 같은 약초, 문구류인 붓, 영양의 뿔이 있었다. 주변과의 교역을 통해 얻은 잡물로는 사슴가죽, 해달 또는 개의 가죽 등이 있었고, 특산물인 사금과 명마 · 모피 · 새깃은 교토 귀족들에게 헌상되기도 했다. 특히 무쓰 국을 제외하고는 다른 쿠니에서 나지 않는 물품이었던 사금은 조정에 있어서는 중요한 공납품이었다. 원래 금이 나지 않던 일본에서 금이 발견된 것은 쇼무 천황(聖武天皇) 때의 일로, 도다이지(東大寺) 대불에 도금할 황금을 구하지 못해 조정이 어려움을 겪고 있을 때, 당시의 무쓰노카미였던 구다라노고니키시 교후쿠(百濟王敬福)가 휘하의 백제계 주금 기술자들을 이끌고 구니 안을 뒤진 끝에 무쓰 국 오다 군(小田郡) 가나야마(金山, 지금의 미야기현 도다군 와쿠야마치 일대)에서 황금 9백 냥을 캐내는데 성공하면서 무사히 대불을 만들 수 있었고, 이후 무쓰에서 조정에 대한 사금 공납을 맡게 되었다고 한다.

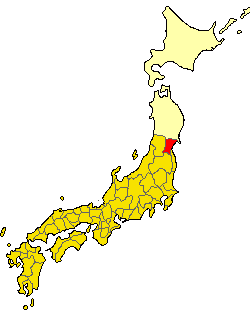
718년부터 수년 간의 무쓰 국

### 헤이안 시대
무쓰 남서부(훗날의 이와시로국)의 아이즈 지방에서는, 다이도 2년(807년)에 창건되었다는 전승이 있는 에니치지(恵日寺)가 강대한 세력을 가지고, 11세기부터 12세기에 걸쳐 최전성기를 누리며 무쓰에서 호쿠리쿠 북부까지 영향력을 행사했다. 헤이안 시대 후기에 이르러 중앙 정부의 통제가 느슨한 틈을 타 부수장 아베 씨(安倍氏) 일족이 무쓰 북부(지금의 이와테 · 아오모리 현), 오쿠(奧) 6군에서 시모키타반도에 이르는 지역을 장악하고, 나아가 도사미나토(十三湊)에서의 대륙 교역을 통한 막대한 이익으로 힘을 가지게 되었다. 고쿠시(國司)를 따르지 않고 반독자적 권력을 누리던 아베씨는 전9년의 역에서 패망하고, 데와에서 참전한 데와 기요하라 씨(出羽淸原氏) 일족이 무쓰·데와 양국에서 위세를 떨쳤으나 이마저도 후3년의 역으로 패망했다. 이후 오슈 후지와라 씨(奧州藤原氏) 일족이 무츠·데와 양국의 지배자가 되었다. 모두 현지에서 힘을 키운 호족으로, 중앙정부인 교토에서 파견된 고쿠시가 통치한다는 율령제의 대원칙을 점차 침식하면서 오슈 후지와라씨 일족의 지배기에 이르러 자치적 영역을 쌓아 올리게 되었다. 오슈 후지와라씨 일족의 세력권은 무쓰 전역에 걸쳐 있었고, 남부에 해당하는 지금의 후쿠시마 현 지역은 노부오군을 본거지로 하는 사토씨 집안이 미야기 현 남부와 야마가타 현 남부, 후쿠시마 현 중부를 지배했고, 에니치지 세력이 쇠퇴한 뒤에는 아이즈까지 지배했다. 후쿠시마 현 남동부(나중에는 이와키 국이 됨)에서는, 전9년의 역에 종군한 뒤 이시카와 군에 눌러살게 된 이시카와(石川) 집안(세이와 겐지의 분파)나 하마도리 남부를 지배한 이와키(岩城) 집안(간무 헤이시의 분파)도 있었지만, 모두 오슈 후지와라 씨에게 복속해 있었다. 오슈 후지와라씨는 훗날의 리쿠추국(陸中國) 지역(지금의 이와테 현)에 해당하는 히라이즈미(平泉)를 본거지로 삼아, 헤이케 정권 치하에서도 반독립적 상태를 유지했다. 그러나 1189년에 미나모토노 요리토모(源賴朝)의 공격을 받아 멸망했다.

### 가마쿠라 시대
오슈 후지와라 씨 일족을 멸한 뒤, 요리토모는 간토 무사들을 지토(地頭)로서 무쓰에 배치했다. 이로써 기존의 오슈 토착 무사 세력은 쇠퇴하고, 가마쿠라 시대 이래로 전국시대까지 이들의 후손이 무쓰에 할거하며 다스렸다. 그 중 시모우사 국(下總國)에서 오슈로 이주해 온 가사이 기요시게(葛西淸重)의 후손인 가사이 집안이 히라이즈미의 통치를 맡아 오슈소부교(奧州總奉行)직에 취임했다. 슈고(守護)는 없었다. 가마쿠라 시대 후기에는 에조들의 대란이 일어났다.

### 남북조, 무로마치 시대
가마쿠라 막부를 타도한 고다이고 천황(後醍醐天皇)이 겐무신정(建武新政)을 실시했을 때는 한때나마 친왕임국으로서 노리요시(義良) 친왕(훗날의 고무라카미 천황)이 무쓰노카미로 부임했다. 이후 무로마치 막부에 의해 오슈 단다이(奧州探題)가 설치되었다. 당초 아시카가 일족인 사바(斯波) 집안의 분가로서 무쓰 국 중부(지금의 미야기 현 북부)를 세력권으로 하는 오사키(大崎) 집안이 오슈 단다이를 세습했지만, 그 권위는 허울뿐이었고 그나마도 제한이 있었다. 후에 무쓰 남부(지금의 후쿠시마현 북부)에서 대두한 다테(伊達) 집안의 다테 다네무네(伊達稙宗)가 무쓰 국의 슈고가 되면서 오사키 집안이 거꾸로 다테 집안의 세력하에 들어가게 되고, 오슈탄다이 지위도 다테씨에게 빼앗기게 된다.

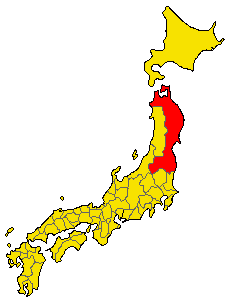
가마쿠라 시대부터 1868년까지의 무쓰 국

### 에도 시대
에도 시대에 있었던 무쓰 국 안의 번들은 다음과 같다.
- 고오리번
- 구로이시번
- 구보타 번
- 니혼마쓰번
- 다나구라번
- 모리야마번
- 모리오카(盛岡) 번
- 무쓰 시모무라 번
- 미즈사와번
- 미하루번
- 센다이번
- 소마 나카무라 번
- 시라카와번
- 시라카와 신덴 번
- 시모테도번
- 시치노헤번(모리오카 번에서 분지된 번)
- 아이즈번
- 야나가와 번
- 오쿠보번
- 유나가야번
- 유모토번
- 이시카와번
- 아사카와번
- 이와누마번
- 이와키 다이라 번
- 이즈미번
- 이치노세키번
- 하치노헤번
- 후쿠시마번
- 히로사키번

에도 시대부터 메이지 초기까지의 인구는 다음과 같다.
- 1721년(교호享保 6년)- 196만 2836인
- 1750년(간엔寬延 3년)- 183만 6134인
- 1756년(호레키寶曆 6년)- 180만 6192인
- 1786년(덴메이天明 6년)- 156만 3719인
- 1792년(간세이寬政 4년) - 156만 8218인
- 1798년(간세이 10년)- 158만 9108인
- 1804년(분카文化 원년)- 160만 2948인
- 1822년(분세이文政 5년)- 165만 629인
- 1828년(분세이 11년)- 168만 102인
- 1834년(덴포天保 5년)- 169만 509인
- 1840년(덴포 11년)- 150만 6193인
- 1846년(고카弘化 3년)- 160만 7881인
- 1872년(메이지 5년)- 229만 4915인(옛 무쓰 국 다섯 구니 포함)

※구니가 분할된 뒤인 메이지 5년의 무쓰 국 인구는 47만 3244인이 되었다.

### 메이지 시대
1869년 1월 19일(메이지 원년 12월 7일), 보신 전쟁에 패한 무쓰 · 데와 · 에치고의 여러 동맹 제번에 대한 처분이 내려졌다. 이 날, 무쓰는 리쿠오(陸奧) · 리쿠추(陸中) · 리쿠젠(陸前) · 이와시로(岩代) · 이와키(磐城)의 다섯 쿠니로 분할되었다. 이 중 리쿠오는 지금의 아오모리 현에 이와테현 서북쪽 니노헤 군을 더한 범위였으며, 초기 무쓰 국에서 300km 정도 떨어진 곳의 땅을 가리키게 되었다. 리쿠오의 영내에 있던 번은
- 토나미 번(斗南藩)
- 시치노헤 번
- 히로사키 번
- 쿠로세키(黑石藩, 히로사키 번에서 분지된 번)
- 하치노헤 번

등이었다.
이러한 메이지 정부의 지방 지배 체제는 그 후의 폐번치현이나 진대 등에 의해 실현되었고, 메이지 원년의 무쓰 분할은 정치적으로도 지역권·문화권 성립에도 거의 영향을 주지 못했다. 다만 분할 뒤의 국명은 오늘날까지 철도역이나 지방도시 등의 지명에 쓰이고 있다. 또한 리쿠오 · 리쿠추 · 리쿠젠의 3개 구니를 총칭한 '산리쿠(三陸)'라는 호칭은 산리쿠 해안을 비롯해 오늘날까지 정착해 있다.

## 같이 보기
- 산리쿠
- 도호쿠 지방
- 도산도
- 데와국